# The Mystery of No. 47
Pour plus de détails, voir Fiche technique et Distribution.
The Mystery of No. 47 est un film muet américain réalisé par Otis Thayer et sorti en 1917.

## Synopsis
Irwin Molyneux organise un dîner pour l'évêque de Bedford. Cependant, lorsque le cuisinier disparaît inopinément, sa femme intervient pour préparer le dîner et Molyneux prétend que sa femme est absente. Cela conduit, à travers une série de malentendus, à ce que Molyneux soit recherché par Scotland Yard pour le meurtre de sa cuisinière et de sa femme.

## Fiche technique
- Titre : The Mystery of No. 47
- Réalisation : Otis Thayer
- Scénario : Joseph Storer Clouston, d'après son roman His First Offence
- Producteur : William Selig
- Société de production : Selig Polyscope Company
- Société de distribution : K-E-S-E Service
- Pays d'origine :  États-Unis
- Langue : film muet avec les intertitres en anglais
- Métrage 1 500 mètres
- Format : Noir et blanc — 35 mm — 1,33:1 — Muet
- Genre : Comédie dramatique
- Durée : 50 minutes
- Dates de sortie : 
  -  États-Unis : 4 juin 1917

## Distribution
- Ralph Herz : Irwin Molyneux
- Nellie Hartley : Harriet
- Louiszita Valentine : Eva Wilson
- Edgar Murray Jr. : Lord Francis Phillamore
- James F. Fulton : l'évêque de Bedford
- Frederick Eckhart : Inspecteur Bray
- Casson Ferguson : Buffington
- Mrs Margaret A. Wiggin : Tante Margaret
- Lloyd Sedgwick : Fitzroy Jones
- Tony West : Cadbury
- May White : Jane

## À noter
- Il s'agit de la première adaptation cinématographique du roman de Joseph Storer Clouston, dont Marcel Carné et son scénariste Jacques Prévert tirèrent plus tard l'intrigue de Drôle de drame.